# Clan Cholmáin
Il Clan Cholmáin discendeva da Colmán Már, figlio di Diarmait mac Cerbaill, e faceva parte degli Uí Néill del sud. Erano la dinastia regnante di Mide (Meath) e facevano risalire la loro discendenza a Niall dei Nove Ostaggi e a suo figlio Conall Cremthainne. A loro sono collegati Síl nÁedo Sláine, re di Brega, e il meno importante Clan Cholmáin Bicc (o Caílle Follamain). Anche i re di Uisnech appartenevano al Clan Cholmáin.
Tra i re del Clan Cholmáin vanno ricordati:
- Domnall Midi (morto nel 763)
- Donnchad Midi mac Domnaill (morto nel 797)
- Máel Sechnaill mac Maíl Ruanaid (morto nell'862)
- Flann Sinna (morto nel 916)
- Máel Sechnaill mac Domnaill (morto nel 1022)